# Cuộc thương khó của Giêsu

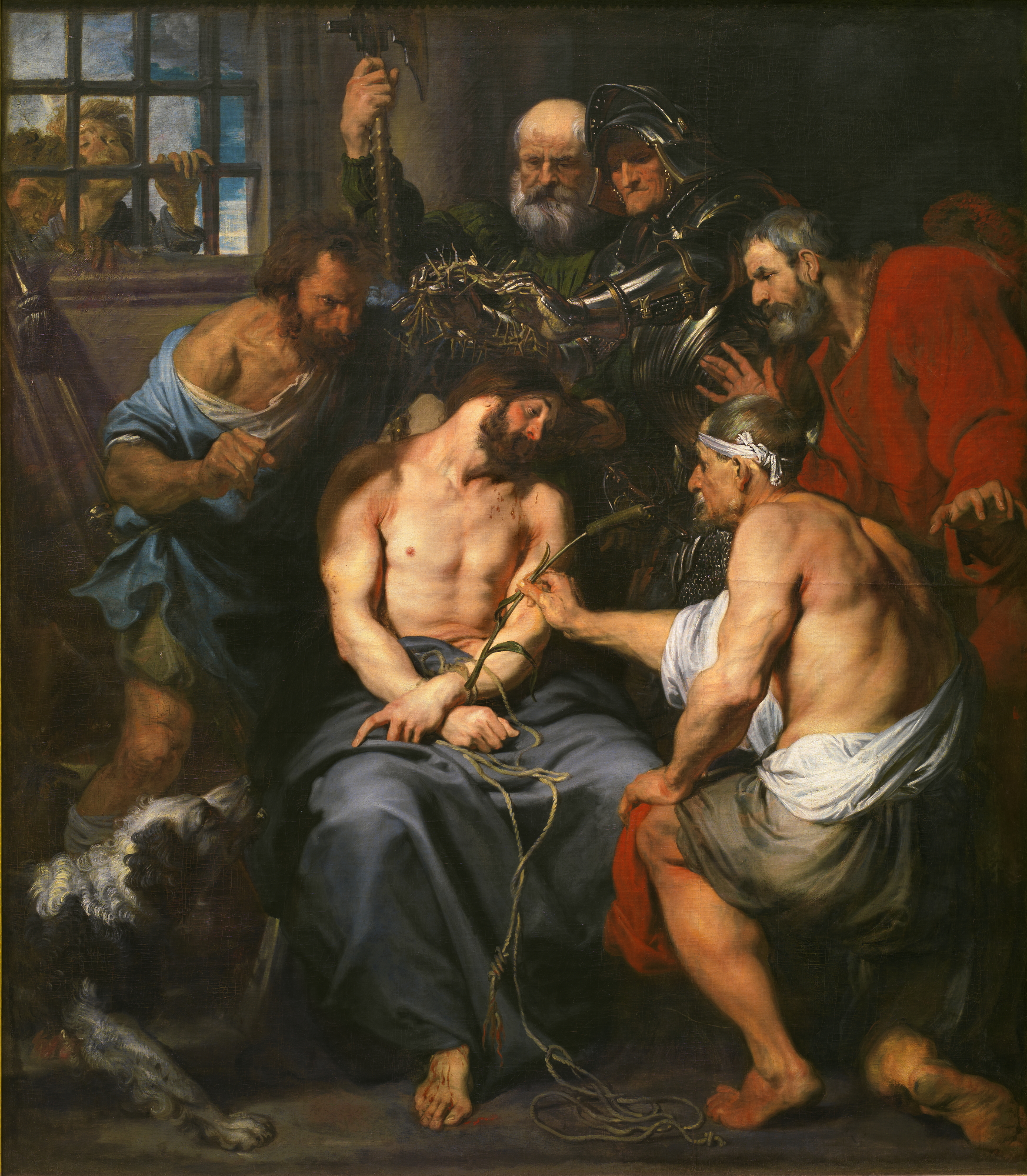
Chúa Kitô chịu đội mão gai, tranh sơn dầu của Anthony van Dyck.

Cuộc Thương khó hay cuộc Khổ nạn (tiếng Latinh: Passio) là khoảng thời gian sau hết trong cuộc đời trần thế của Giê-su Ki-tô, gồm những sự khổ đau Chúa Giêsu chịu đựng trong các sự kiện dẫn đến và xuyên suốt cuộc khổ hình trên thập tự giá, biến cố cao trào được xem là tâm điểm trong thần học Kitô giáo về lịch sử cứu độ.
Việc tưởng nhớ cuộc thương khó thường bắt đầu với sự kiện Giêsu tiến vào thành Jerusalem, thiết lập Hy lễ Tạ ơn tại bữa Tiệc Ly, bị bắt giữ tại vườn Gethsemane, bị xét xử tại Thượng Hội đồng của người Do Thái và bị kết án tại phiên tòa của Pilatus, cho tới việc bị đóng đinh và chết trên thánh giá. Cuộc thương khó của Giêsu được tưởng niệm trong Tuần Thánh và được coi là trọng tâm và đỉnh cao trong phụng vụ Kitô giáo.